# Cultura de Río Grande del Sur

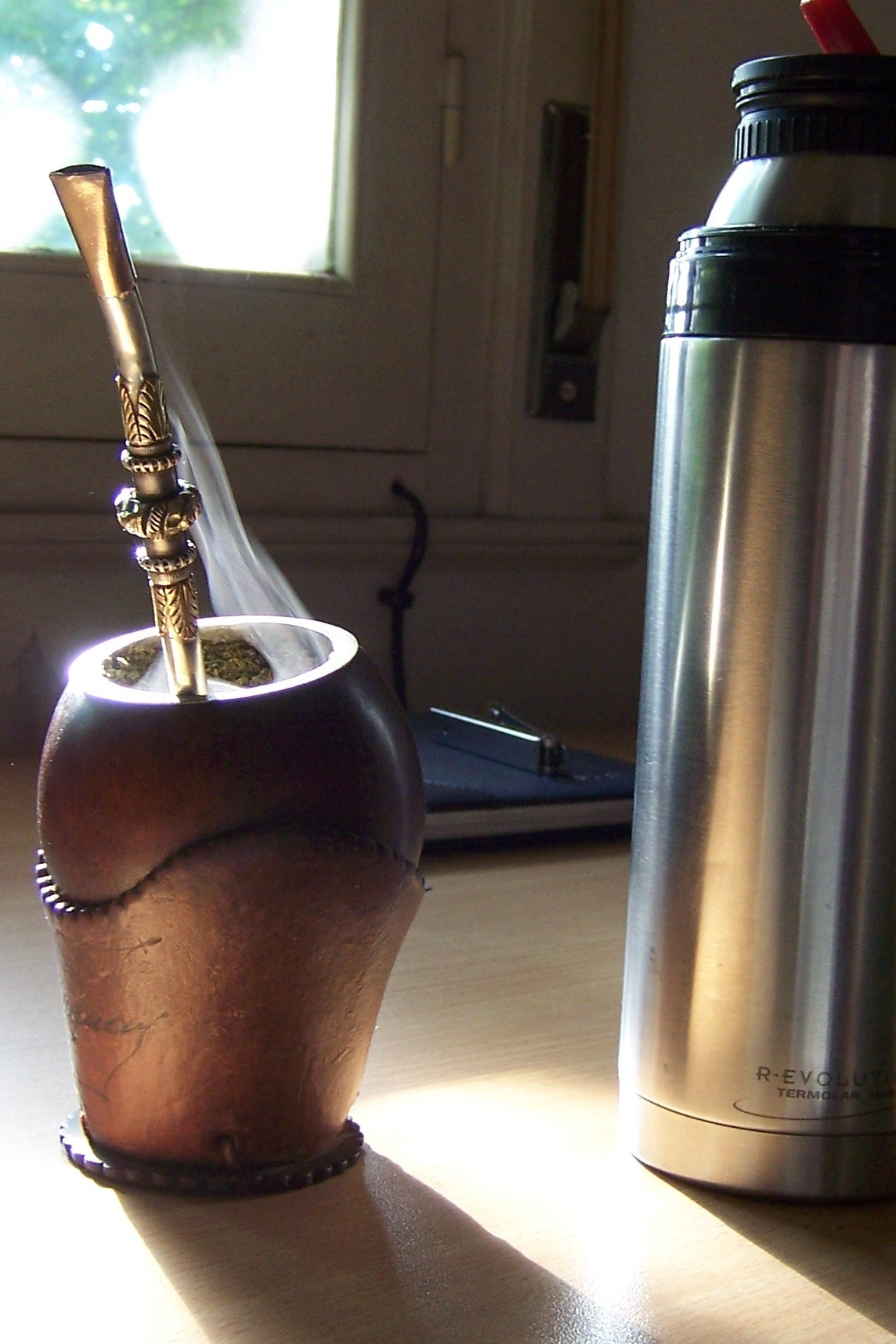
El chimarrão.

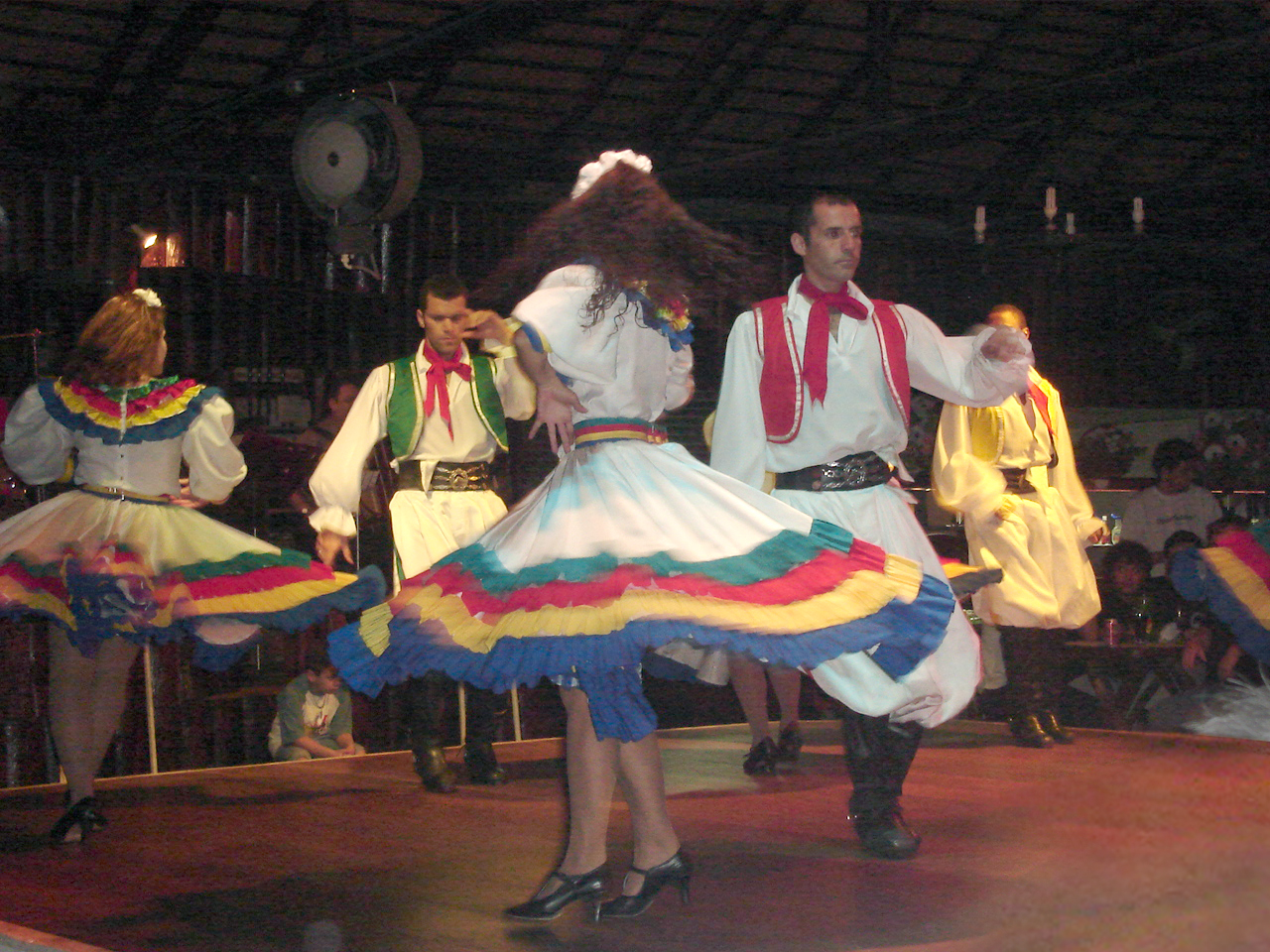
Gaúchos en una danza típica

La cultura de Río Grande del Sur son los conocimientos, el arte, las creencias, el derecho, la moral, las costumbres y todos los hábitos y habilidades del pueblo del estado brasileño de Río Grande del Sur. En pocas palabras, la cultura local puede analizarse como el resultado de dos vertientes: la primera tiene sus raíces en los pueblos indígenas que habitaban la pampa y la otra es el resultado de la colonización europea llevada a cabo por portugueses, españoles, mestizos de otras regiones del Brasil colonial, bandeirantes y africanos que llegaron a Brasil como esclavos hasta el siglo XIX. El mestizaje inicial entre portugueses e indígenas dio origen a lo que en el siglo XIX se conocería como gaúcho. A partir del siglo XIX, llegaron a Río Grande del Sur grupos de inmigrantes alemanes, italianos y minorías de eslavos, judíos y libaneses.
La primera vertiente se caracteriza por la vida en el campo y la ganadería. La cultura gaúcha, resultado del mestizaje de estos elementos, nació en la frontera entre Argentina, Uruguay y el sur de Brasil. Los primeros pobladores gaúchos vivían en una sociedad seminómada, basada en la ganadería. Más tarde, con el establecimiento de las estancias ganaderas, acabaron asentándose en grandes estancias diseminadas por la pampa. El gaúcho era un mestizo de indio, portugués y español, además de africano, y su cultura estaba muy influenciada por la de los indios guaraníes y charrúas y por la de los colonos hispanos.
Hasta el siglo XIX, Río Grande del Sur tenía la cuarta mayor población de negros de Brasil, por detrás de Río de Janeiro, São Paulo y Minas Gerais. En el siglo XIX, especialmente a partir de la década de 1850, cuando se prohibió el tráfico de esclavos a Brasil, comenzó un importante cambio en el perfil demográfico del estado con la llegada de contingentes de inmigrantes europeos. Esta migración fue incentivada en gran medida por el gobierno federal y las élites locales, con dos funciones: diluir la identidad popular-local forjada en la Revolución Farroupilha en torno a la noción de gaúcho, y acelerar el proyecto de la élite portuguesa que pasó a gobernar Brasil a partir de 1808, de "blanquear" Brasil. Este último objetivo coincidía con los intereses de algunas de las élites locales blancas de Río Grande del Sur en el siglo XIX. Entre mediados de la década de 1860 y la de 1880, grandes contingentes de mano de obra negra esclava fueron sustituidos por mano de obra europea, al revenderse parte de los esclavos a otras provincias brasileñas. Aun así, quedan vestigios de la cultura negra en varias regiones del estado, como la mitad sur y el área metropolitana de Porto Alegre.
Los alemanes comenzaron a asentarse a lo largo del río dos Sinos a partir de 1824. Allí establecieron una sociedad basada en la agricultura y la explotación familiar, muy diferente de los grandes terratenientes de Río Grande del Sur que habitaban la pampa. Hasta 1850, los alemanes ganaron tierras con facilidad y se convirtieron en pequeños propietarios, pero después de esa fecha, la distribución de tierras en Brasil se hizo más restringida lo que impidió la colonización en las proximidades del Vale dos Sinos. A partir de entonces, los colonos alemanes comenzaron a expandirse, buscando nuevas tierras en lugares más distantes y llevando la cultura alemana a diversas regiones de Río Grande del Sur. La colonización alemana se expandió por las tierras bajas, deteniéndose en las laderas de las montañas. Otro grupo étnico colonizó las sierras de Río Grande del Sur: los italianos. Los inmigrantes de Italia comenzaron a establecerse en las Serras Gaúchas a partir de 1875. La oferta de tierras era más limitada, pues la mayor parte ya estaba ocupada por gaúchos o colonos alemanes. Los italianos trajeron consigo sus costumbres e introdujeron la vitivinicultura en la región, que sigue siendo el pilar de la economía en varios municipios del estado.

## Bibliotecas

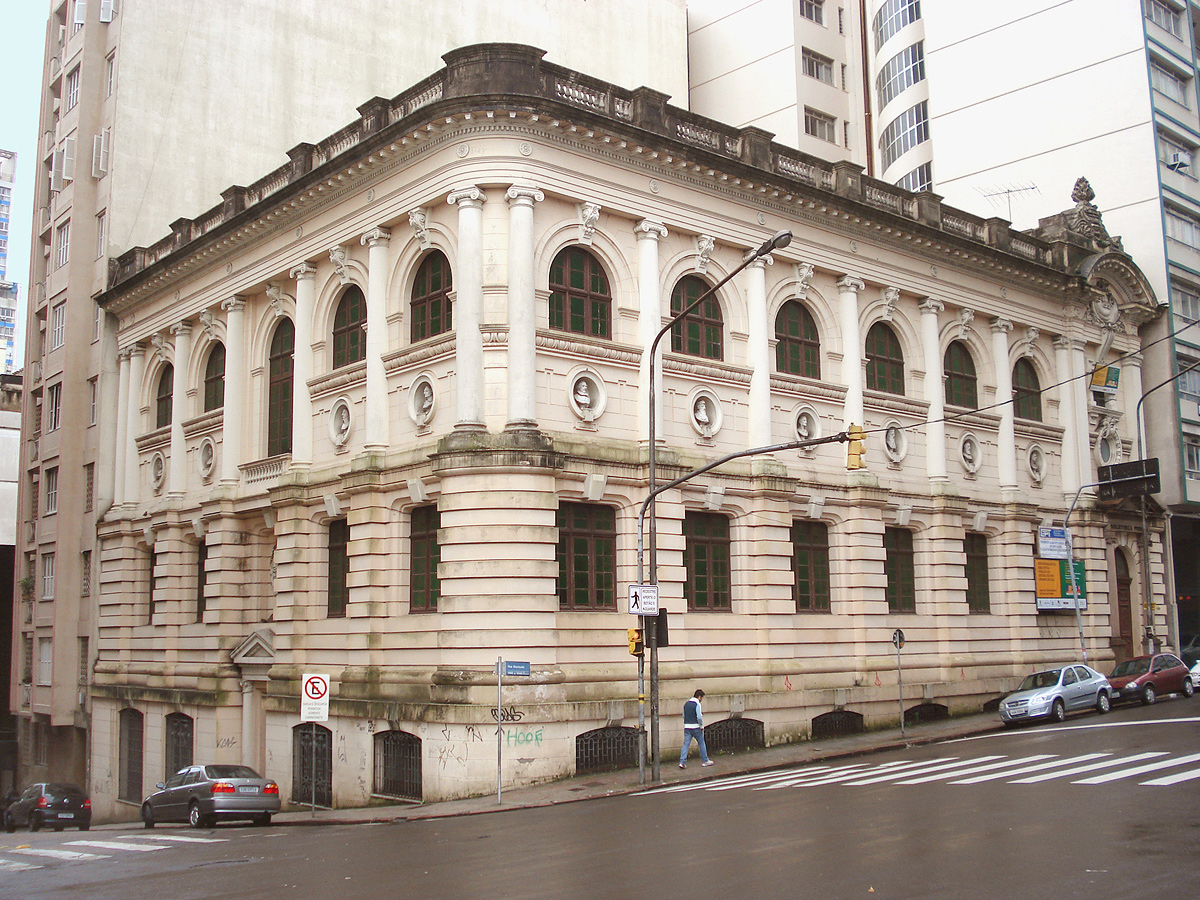
Biblioteca Pública del Estado de Río Grande del Sur.

De las más de dos mil bibliotecas del estado, las principales se encuentran en la capital: Biblioteca Pública del Estado, Biblioteca del Ejército, Biblioteca de la Asamblea Legislativa del Estado, Biblioteca de la Bolsa de valores, Biblioteca de la Facultad de Derecho de la Universidad Federal de Río Grande del Sur y Biblioteca del Colegio Anchieta. La biblioteca más antigua del estado se encuentra en Río Grande, la Biblioteca Rio-Grandense.

## Organizaciones culturales
Los principales centros de enseñanza de Río Grande del Sur son la Universidad Federal de Río Grande del Sur y la Pontificia Universidad Católica de Río Grande del Sur, ambas en la capital. La Universidad de Passo Fundo (privada); la Universidad Federal de Pelotas; la Universidad Federal de Santa Maria; la Universidad de Vale do Rio dos Sinos (privada), en São Leopoldo; la Universidad de Caxias do Sul (privada).
Entre las asociaciones culturales destacan el Instituto Histórico de Río Grande del Sur, que publica una revista desde 1860, la Academia Rio-Grandense de Letras y la Asociación de la Prensa de Porto Alegre. En la capital funciona el Archivo Histórico de Río Grande del Sur, dependiente de la Secretaría de Estado de Educación y Cultura.

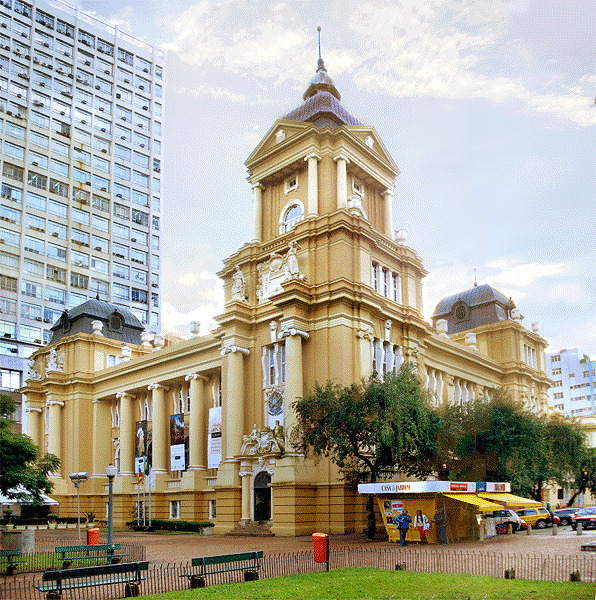
El MARGS visto desde la Praça da Alfândega, en Porto Alegre.

## Museos
Río Grande del Sur es actualmente el estado con mayor número de museos de Brasil, con 66 repartidos por todo su territorio. Los museos más importantes del estado son el Júlio de Castilhos, el Museo de Armas General Osório, el Museo de Arte do Río Grande del Sur, el Museo de Arte Sacro y el Museo Rio-Grandense de Ciencias Naturales, en la capital. El Museo del Centro de Tradiciones Gauchas Rincão da Lealdade, de productos regionales, trajes y objetos, en Caxias do Sul; el Museo Antropológico de Ijuí el Museo Histórico de Pelotas; el Museo Oceanográfico de Rio Grande; el Museo Histórico Vítor Bersani, en Santa Maria; el Museo Barão do Santo Ângelo, en Rio Pardo; el Museo Farroupilha, en Triunfo, instalado en el antiguo Palacio de Gobierno Farroupilha; y el Museo Colonial Visconde de São Leopoldo, en São Leopoldo.

## Dialecto
Una de las características peculiares del noroeste de Río Grande del Sur es su pluralidad lingüística. Una buena parte de la población es bilingüe, hablando tanto la lengua nacional como uno de los dialectos germánicos Hunsrik o Pomeranio, lenguas minoritarias históricamente presentes desde el inicio de su colonización.  A pesar del gran número de hablantes, debido al fuerte descrédito social acumulado con la prohibición de la lengua en el pasado reciente por el Estado brasileño (ver Campaña de nacionalización), este dialecto germano-riograndense está actualmente clasificado como lengua en peligro de extinción. Sin embargo, en tiempos más recientes se viene desarrollando un creciente movimiento social para revitalizar esta lengua minorizada en los llamados medios de comunicación social y a través de leyes municipales para la enseñanza del Hunsrik y del Pomerano en las redes municipales de enseñanza primaria de las ciudades de Santa Maria do Herval, Nova Hartz, Estância Velha; añadiendo el uso regular en el municipio de Chapada ..